# Antonino Rocchetti Torres
Antonino Rocchetti Torres, anche noto come Antonio (Palermo, 1851 – 1934), è stato un pittore italiano, specializzato in paesaggi e scene di genere.

## Biografia
Studiò inizialmente presso un istituto militare e poi presso le "scuole pubbliche tecniche e normali". La sua famiglia sperava che continuasse a insegnare, ma nel 1875 Andrea Costa incoraggiò Rocchetti Torres a continuare a dipingere. Costretto all'alternanza tra i ruoli di istruttore e artista, la produzione di Rocchetti Torres fu limitata. I suoi soggetti pittorici furono influenzati da Filippo Palizzi. Inviò opere all'Esposizione Nazionale di Roma nel 1883 e a quella di Venezia nel 1887. Tra le sue opere: La tentazione; Le prime zucche; Il chiamo dei piccioni; Sui monti; La noia; Un angolo del mio studio; Al fonte e nell'orto; Un cortile; La pronipote; Agosto; In riva al mare; e Conforto. Uno dei suoi paesaggi fece parte di una mostra alla Galleria d'Arte Moderna di Palermo nel 2013.